# 伊萨奇巴希女排俱乐部
伊萨奇巴希女排俱乐部（英語：Eczacıbaşı Dynavit），是一个土耳其女排俱乐部，是一間位於土耳其伊斯坦堡的女排俱樂部，成立於1966年，曾兩次（2015年及2016年）奪得世界女排俱樂部錦標賽冠軍和一次（2015–16賽季）獲得歐洲女排冠軍聯賽冠軍，而在土耳其女排超級聯賽則收獲16次冠軍，為現時世界最頂尖的女子排球俱樂部之一。
伊萨奇巴希是目前贏得最多次土耳其女排联赛冠軍的女排俱樂部。

## 历史
伊萨奇巴希女排俱乐部已投入女子排球约40年，并为土耳其女子排球队开创了先河。球队定期参加CEV冠军联赛。
伊萨奇巴希女排的国际成就为土耳其排球树立了榜样，并为土耳其国家女子排球队的成功做出了贡献。凭借其系统和现代的运动方式和近40年的经验，成為欧洲最受尊敬的排球俱乐部之一。
伊萨奇巴希女排在1999年赢得了欧洲优胜者杯在1980年的欧洲冠军俱乐部杯和1993年的CEV杯中获得第二名; 2000年欧洲冠军俱乐部杯和2005年顶级球队杯第3名; 1984年欧洲冠军俱乐部杯和2001年和2002年冠军联赛第4名; 2014-15赛季在苏黎世赢得了CEV冠军联赛和2015年FIVB世界俱乐部冠军，一年后，俱乐部在2016年FIVB世界俱乐部锦标赛中捍卫冠军，连续赢得FIVB世界俱乐部锦标赛冠军，成为排球历史上第一个也是唯一一个实现这一杰出成就的俱乐部。
自1968年进入联盟以来，球队开始创造了第一个连续获胜，连续赢得17个土耳其联赛冠军，及赢得了五次土耳其杯冠军。
2020－2021賽季，除蒂雅娜·寶斯高域還有合約外，其餘的五名外緩也合約到期，並將離開伊萨奇巴希。伊萨奇巴希的陣容進行了大換血。伊萨奇巴希得知引進大牌球星也未必能帶領球隊奪得佳績。
所以本賽季並沒有引進多名大牌球星，球隊亦年輕化。主攻位置上便引進了上賽季中途才加盟費內巴切女排俱樂部頂替梅麗莎·巴爾加斯的美國新星接應二傳喬丹·湯普森及本土球員法特瑪·耶爾德勒姆。另外，在副攻及二傳上也引進美國新星基亞卡·奧博古及塞爾維亞新星米爾科維奇。而自由人西姆蓋·阿克茲獲延長合約至2023年，更被任命為隊長。球隊平均年齡更只有23歲。
2021－2022賽季，主教練馬爾科·奧雷利奧·莫達正式完約，伊萨奇巴希希望聘用意大利名帅意大利女排和佩鲁贾主教練马赞蒂、克羅埃西亞女排和科内利亚诺主教練桑塔雷利或韩国女排和诺瓦拉主教練拉瓦里尼擔任主教練一職。，但卻不成功。最後伊萨奇巴希改聘土耳其籍费尔哈特擔任主教練一職。
2025－2026賽季，陣容將會進行大換血。由青年隊加入至今12年的本土主攻漢德·巴拉登及服務10年的「四大接應」之一蒂雅娜·寶斯高域將會離開。本土主攻埃布拉爾·卡拉庫爾特及波蘭接應瑪格達萊娜·斯蒂亞克將加盟以填補她們的空缺。本土副攻貝依扎·阿勒哲及塞爾維亞副攻喬凡娜·史提凡洛域亦會離開。
費爾哈特·阿克巴斯亦正式完約轉任日本國家女子排球隊主教練。

## 球隊名單
球員名單 - 2025/2026賽季
| 球衣 | 球员                | 生日           | 身高 (m) | 位置     |
| ---- | ------------------- | -------------- | -------- | -------- |
| 1    | 圖納·艾布克·奧澤爾  | 2002年4月24日  | 1.62     | 自由球員 |
| 2    | 西姆蓋·阿克茲       | 1991年4月23日  | 1.68     | 自由球員 |
| 3    | 瑪格達萊娜·斯蒂夏克 | 2000年12月3日  | 2.03     | 接應二傳 |
| 8    | 西尼德·傑克         | 1993年11月8日  | 1.98     | 副攻     |
| 9    | 梅里哈·伊斯麥洛盧   | 1993年9月17日  | 1.89     | 主攻     |
| 10   | 雅普拉克·埃爾凱克   | 2001年9月2日   | 1.82     | 主攻     |
| 12   | 伊莉芙·沙欣         | 2001年1月19日  | 1.90     | 二傳     |
| 13   | 迪來·奧茲德米爾     | 2005年8月15日  | 1.87     | 二傳     |
| 14   | 達娜·雷特克         | 1999年1月21日  | 2.04     | 副攻     |
| 15   | 班吉蘇·艾簡         | 2024年11月25日 | 1.89     | 副攻     |
| 16   | 安娜·尼科萊蒂       | 1996年1月3日   | 1.93     | 接應二傳 |
| 18   | 埃布拉爾·卡拉庫爾特 | 2000年1月17日  | 1.95     | 主攻     |
| 19   | 艾蜜莉·馬格里奧     | 1996年11月13日 | 1.91     | 副攻     |
| 22   | 凱瑟琳·普魯默       | 1997年10月16日 | 2.01     | 主攻     |

- 主教练： 朱利奧·切薩雷·布雷戈利

## 知名球员
- 纳兹·埃德米尔（2004－2009、2023－）
- 南希·麥特卡爾夫（英语：Nancy Metcalf）（2006－2008）
- 泰伊芭·哈尼夫-帕克（2007－2008）
- 安东内拉·德尔科雷（2010－2011）
- 內斯莉漢·德米爾（英语：Neslihan Demir）（2010－2017）
- 王一梅（2013－2014）
- 克里斯蒂安·福斯特（2014－2016）
- 喬丹·拉爾森（2014－2019）
- 蒂雅娜·寶斯高域（2015－）
- 塔蒂亚娜·科舍列娃（2016－2017）
- 泰莎·梅內塞斯（2016－2017）
- 瑪雅·奧珍洛域（2016－2018，2021－2023）
- 瑞秋·亞當斯（2016－2018）
- 蘿倫·吉布梅耶爾（2018－2020）
- 金軟景（2018－2020）
- 娜塔莉亞·佩雷拉（2019－2020）
- 卡莉·洛伊（2019－2020）
- 基亞卡·奧博古（2020－2021）
- 喬丹·湯普森（2020－2021）
- 勞拉·海爾曼（2021－2023）
- 伊琳娜·沃隆科娃（2022－）
- 薩曼塔·法布萊斯（2022－2023）
- 喬凡娜·史提凡洛域（2023－）
- 阿歷薩·格雷（2023－）

## 歷任主教練
| 姓名                   | 在任期間   |
| ---------------------- | ---------- |
| 馬爾科·奧雷利奧·莫達   | 2004－2007 |
| 庫卡里尼·朱塞佩        | 2007－2010 |
| 洛伦佐·米切利          | 2010－2014 |
| 喬瓦尼·卡普拉拉        | 2014－2016 |
| 馬西莫·巴波利尼        | 2016－2017 |
| 馬爾科·奧雷利奧·莫達   | 2017－2021 |
| 费尔哈特·阿克巴斯      | 2021－2025 |
| 朱利奧·切薩雷·布雷戈利 | 2025－     |

## 主要成绩

### 国际赛事
- 世界女排俱乐部锦标赛
  -  冠军（3）：2015、2016、2023
  -  亚军（1）：2019
  -  季军（2）：2018、2022
- 歐洲女排冠軍聯賽
  -  冠军（1）：2015
  -  亚军（2）：1980、2023
  -  季军（2）：2000、2017
- CEV女排盃
  -  冠军（2）：1999、2018
- CEV女排挑戰盃
  -  亞军（1）：1993

### 国内赛事
- 土耳其女排联赛
  -  冠军（17）:1984、1985、1986、1987、1988、1989、1994、1995、1999、2000、2001、2002、2003、2006、2007、2008、2012
  -  亞军（2）: 2018、2019
- 土耳其女排超級杯
  -  冠军（5）: 2011、2012、2018、2019、2020
  -  亞军（2）: 2009、2013
- 土耳其女排杯（英语：Turkish Women's Volleyball Cup）
  -  冠军（9）: 1999、2000、2001、2002、2003、2009、2011、2012、2019